# Andrew Keir
Andrew Keir, pseudonimo di Andrew Buggy (Shotts, 3 aprile 1926 – Londra, 5 ottobre 1997), è stato un attore britannico.

## Biografia
Aveva cinque fratelli e una sorella.
Ha iniziato la sua carriera nel 1950 ed è principalmente noto per aver recitato in Rob Roy con Liam Neeson.
Si è sposato due volte: prima dal 1948 al 1977 con Julia Wallace con cui ha avuto cinque figli: Andrew, Maureen, Sean, Deirdre e Julia; dal 1977 fino alla morte è stato sposato con Joyce Parker Scott.
È morto nel 1997 a 71 anni dopo una breve malattia.

## Filmografia parziale

### Cinema
- Missili umani (High Flight), regia di John Gilling (1957)
- Nel tuo corpo l'inferno (Tread Softly Stranger), regia di Gordon Parry (1958)
- Furto alla banca d'Inghilterra (The Day They Robbed the Bank of England), regia di John Guillermin (1960)
- Whisky e gloria (Tunes of Glory), regia di Ronald Neame (1960)
- I pirati del fiume rosso (The Pirates of Blood River), regia di John Gilling (1962)
- Cleopatra, regia di Joseph L. Mankiewicz (1963)
- Finché dura la tempesta (Beta Som), regia di Charles Frend, Bruno Vailati (1963)
- La caduta dell'Impero romano (The Fall of the Roman Empire), regia di Anthony Mann (1964)
- La nave del diavolo (The Devil-Ship Pirates), regia di Don Sharp (1964)
- Lord Jim, regia di Richard Brooks (1965)
- Dracula principe delle tenebre (Dracula: Prince of Darkness), regia di Terence Fisher (1966)
- Il principe di Donegal (The Fighting Prince of Donegal), regia di Michael O'Herlihy (1966)
- La regina dei Vichinghi (The Viking Queen), regia di Don Chaffey (1967)
- Il lungo duello (The Long Duel), regia di Ken Annakin (1967)
- L'astronave degli esseri perduti (Quatermass and the Pit), regia di Roy Ward Baker (1967)
- Attacco alla costa di ferro (Attack on the Iron Coast), regia di Paul Wendkos (1968)
- La grande strage dell'impero del sole (The Royal Hunt of the Sun), regia di Irving Lerner (1969)
- I cinque disperati duri a morire (The Last Grenade), regia di Gordon Flemyng (1970)
- La frusta e la forca (Adam's Woman), regia di Philip Leacock (1970)
- L'assassino arriva sempre alle 10 (The Night Visitor), regia di László Benedek (1970)
- Zeppelin, regia di Étienne Périer (1971)
- Exorcismus - Cleo, la dea dell'amore (Blood from the Mummy's Tomb), regia di Seth Holt (1971)
- Maria Stuarda, regina di Scozia (Mary, Queen of Scots), regia di Charles Jarrott (1971)
- I 39 scalini (The Thirty-Nine Steps), regia di Don Sharp (1978)
- L'assoluzione (Absolution), regia di Anthony Page (1978)
- Il leone del deserto (Lion of the Desert), regia di Moustapha Akkad (1981)
- Rob Roy, regia di Michael Caton-Jones (1995)

### Televisione
- The Errol Flynn Theatre – serie TV, episodio 1x19 (1957)
- Missione segreta (Espionage) – serie TV, episodio 1x05 (1963)
- Attenti a quei due (The Persuaders!) – serie TV, episodio 1x04 (1971)

## Doppiatori italiani
- Luigi Pavese in Cleopatra, Finché dura la tempesta, Il principe di Donegal
- Leonardo Severini in La caduta dell'impero romano, Maria Stuarda, regina di Scozia
- Bruno Persa in Lord Jim, L'astronave degli esseri perduti
- Carlo D'Angelo in Attacco alla costa di ferro
- Ambrogio Colombo in Il leone del deserto
- Giuseppe Rinaldi in Rob Roy